# Каземи, Захра
Захра «Зиба» Каземи-Ахмадабади (перс. زهرا کاظمی احمدآبادی‎; 1948, Шираз — 11 июля 2003, Тюрьма Эвин) — ирано-канадская фотожурналистка-фрилансер. Получила известность благодаря своему аресту в Иране и обстоятельствам, при которых её удерживали иранские власти, под стражей которых она впоследствии была убита. Отчёт о вскрытии Захры Каземи показал, что она не только была изнасилована, но и подвергнута пыткам со стороны иранских чиновников, во время нахождения в тегеранской тюрьме Эвин.
Несмотря на попытки иранских властей отрицать её убийство и преподнести её смерть как случайность и якобы кончину от инсульта во время допроса, Шахрам Азам, бывший военный врач, который использовал свои знания о деле Каземи для получения убежища в Канаде в 2004 году, заявил, что он обследовал Каземи и заметил, что на её теле имелись явные следы пыток, в том числе перелом черепа, перелом носа, следы изнасилования и сильные синяки на животе.
Её смерть стала первым, но не последним случаем, когда смерть иранца под стражей в правительстве привлекла серьёзное международное внимание. Из-за её двойного гражданства и обстоятельств смерти она стала знаменитой международной фигурой. В ноябре 2003 года организация «Канадские журналисты за свободу слова» удостоила Каземи Мемориальной премии Тары Сингх Хейер в знак признания её мужества в защите права на свободу выражения мнений.

## Жизнь и смерть
Захра Каземи родилась в Ширазе, Иран, и переехала во Францию в 1974 году, чтобы изучать литературу и кино в Парижском университете. Вместе со своим сыном Стефаном Хашеми она иммигрировала в Канаду в 1993 году и поселилась в Монреале, Квебек, где позже получила канадское гражданство и стала иметь двойное гражданство. Она работала в Африке, Латинской Америке и странах Карибского бассейна, а затем чаще всего в различных странах Ближнего Востока, включая палестинские территории, Ирак и Афганистан. Последние две страны она посещала как до, так и во время американской оккупации. Непосредственно перед поездкой в Иран Захра Каземи повторно посетила Ирак, задокументировав американскую оккупацию. Постоянными темами в её работах были документирование бедности, лишений, принудительного изгнания и угнетения, а также права женщин в этих ситуациях.

### Арест

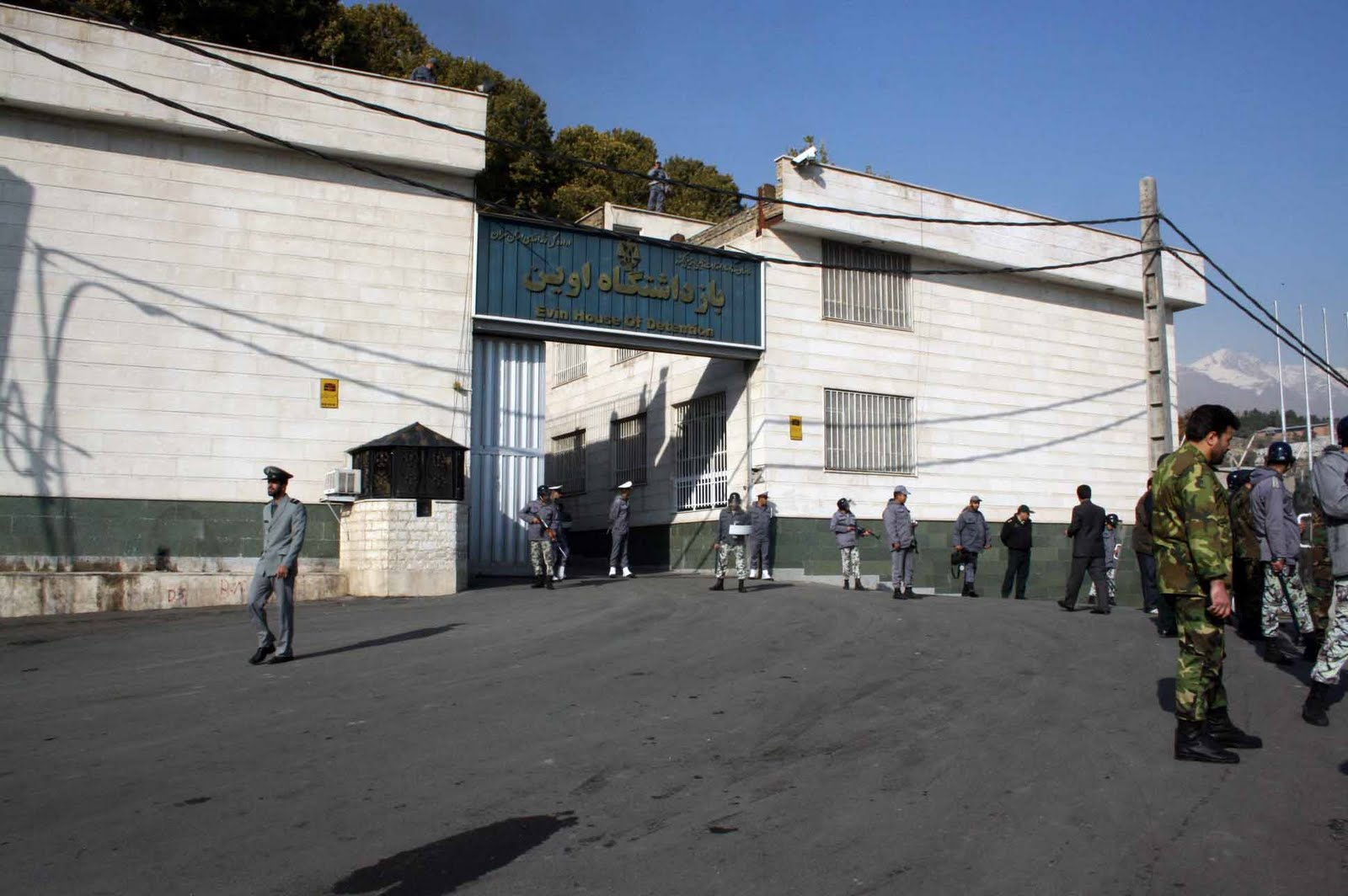
Тюрьма Эвин, где была арестована и содержалась Каземи

Вернувшись в страну своего рождения по иранскому паспорту, Захре Каземи разрешили въехать в Иран, чтобы сфотографировать возможные демонстрации, которые должны были состояться в Тегеране в июле 2003 года. Демонстрации имели место и были фактически подавлены на шестой день массовым развертыванием сил безопасности и военизированных формирований, или «людей в штатском». После подавления протестов около 4000 студентов «пропали без вести» и, как предполагалось, были арестованы за протесты и отправлены в тюрьму Эвин, место содержания политических заключённых в Тегеране. Как это было принято после таких событий, члены семей пропавших без вести собрались возле тюрьмы Эвин на севере Тегерана в надежде узнать, что случилось с их детьми. 23 июня 2003 года Каземи поехала в тюрьму, чтобы сфотографировать этих членов семьи, имея при себе выданную правительством пресс-карту, которая, по её мнению, позволяла ей работать в Тегеране, в том числе в Эвине.
По словам Ширин Эбади, иранского юриста и бывшего судьи, лауреата Нобелевской премии мира в 2003 году, а затем ставшего главным представителем семьи Каземи на суде по делу о смерти Захры Каземи, сотрудник тюрьмы увидел, как Захра Каземи фотографировала, и потребовал, чтобы она отдала ему свой фотоаппарат, так как перед тюрьмой фотографировать запрещено: 

Обеспокоенная тем, что чиновники могут преследовать семьи, чьи фотографии она уже сделала, она показала свою пресс-карту и выставила пленку на свет. Охранник сердито кричал на неё: «Я не просил тебя показывать пленку, я просил отдать мне камеру». «Камеру можешь взять, — возразила она, — но пленка принадлежит мне». Её задержали и провели допросы в течение следующих трёх дней сотрудниками полиции, прокуратуры и разведки.
Сотрудники тюрьмы Эвин, которых адвокаты семьи Каземи считают причастными к избиениям, приведшим к смерти Захры Каземи, говорят, что она была в секретной зоне, фотографируя части тюрьмы. Через несколько дней после её ареста консервативные газеты опубликовали статьи, «назвавшие её шпионкой, которая тайно въехала в страну в качестве журналиста».
Захра Каземи настаивала на том, что она не фотографировала никакую часть тюрьмы, а только улицу и демонстрантов, которые были членами семей студентов-активистов, заключённых в тюрьму.

### Смерть
11 июля 2003 года, через девятнадцать дней после ареста, Каземи скончалась во время содержания под стражей в Иране в военном госпитале Багиятолла аль-Азам. Два дня спустя официальное иранское информационное агентство IRNA сообщило, что у Каземи случился инсульт во время допроса, и она скончалась в больнице. Эта версия изменилась на то, что Каземи умерла после падения и удара головой. 16 июля 2003 года вице-президент Ирана Мохаммед Али Абтахи «признал, что Каземи скончался в результате избиения». Мохаммад Али Абтахи (вице-президент по правовым вопросам) и Масуд Пезешкиан (министр здравоохранения и медицинского образования) признались, что она умерла от перелома черепа в результате удара по голове. Абтахи утверждает, что на него оказывали сильное давление, чтобы он забрал признание, но он сопротивлялся этому.
Ширин Эбади сообщает, что сотрудники службы безопасности обыскали дом неназванной подруги, у которой остановилась Каземи, и «постоянно расспрашивали» её о «состоянии здоровья» Каземи и о том, какие лекарства она принимает ежедневно. Власти также не позволяли пожилой, хрупкой матери Каземи, которая приехала из Шираза, чтобы увидеть своего единственного ребёнка, видеться с Каземи, пока они не допросили её о лекарствах, которые, по их настоянию, должна принимать её дочь. Подруга Каземи рассказала Эбади, что позже она поняла, что это означало, что Каземи мертв, и чиновники «хотели заявить, что у Зибы уже было заболевание, которое просто ухудшилось в тюрьме».
Эта история не вызвала серьёзных споров до тех пор, пока почти два года спустя Шахрам Азам, бывший штабной врач Министерства обороны Ирана, не опубликовал заявление, в котором говорится, что он осмотрел Каземи в больнице через четыре дня после её ареста и обнаружил явные следы пыток, в том числе:

- Доказательства очень жестокого изнасилования;
- Перелом черепа, два сломанных пальца, отсутствующие ногти, раздробленный большой палец на ноге и сломанный нос;
- Сильный ушиб живота, опухоль за головой и ушиб плеча;
- Глубокие царапины на шее и следы порки на ногах.

Один из двух агентов иранской разведки, обвиненных в её смерти, был оправдан в сентябре 2003 года. Другой агент, Мохаммед Реза Агдам-Ахмади (محمدرضا اقدم احمدی), был обвинен в «полупреднамеренном убийстве», и суд над ним начался в Тегеране в октябре 2003 года. В том же месяце иранский парламент осудил Саида Мортазави, прокурора Тегерана, за заявление о том, что Захра Каземи умерла от инсульта.

## Суд по делу об убийстве
Ширин Эбади была основным представителем семьи Каземи на суде и представляла их на втором и третьем заседаниях суда над Агдам-Ахмади, которые проходили 17-18 июля 2004 года. В суде мать Захры Каземи упомянула, что хочет чтобы настоящий убийца был привлечён к ответственности. Она также упомянула, что перед захоронением видела тело Захры Каземи, на котором были следы пыток.
Ширин Эбади и другие адвокаты семьи настаивали в суде, что они знают, что Захра Каземи не была убита Агдам-Ахмади, и им нужны свидетели, которые должны быть привлечены в суд, чтобы найти настоящего убийцу, которым, по их предположениям, может быть Мохаммад Бахши, старший офицер тюрьмы Эвин. В список свидетелей, которых они запросили, вошли Саид Мортазави, генеральный прокурор Тегерана, Мохсен Армин, реформистский член предыдущего парламента Хосейн Ансари-Рад, Джамиле Кадивар и Мохсен Мирдамади, министр разведки Али Юнеси, вице-президент по Юридическим вопросам Ирана Мохаммед Али Абтахи, министр культуры и исламской ориентации Ахмад Масджеджамей, пять судей, присутствовавшие на допросе Каземи, несколько сотрудников тюрьмы Эвин, президент больницы Багиятолла и весь медицинский персонал, подписавший её медицинское дело. Судья Фарахани отклонил все просьбы. Адвокаты также процитировали официальное сообщение о смерти Каземи, согласно которому различные части тела Каземи были повреждены, а её одежда была разорвана и окровавлена, что доказывает, что её пытали.
14 июля 2004 года иранское правительство отклонило просьбу о присутствии наблюдателей канадского правительства на суде, несмотря на оказавшиеся обманом обещания и заверения министра иностранных дел Ирана Камаля Харрази и представителей судебных органов министру иностранных дел Канады Биллу Грэму. В тот же день Грэм отозвал посла в Тегеране Филипа Маккиннона. Маккиннону вместе с послом Нидерландов (представлявшим Европейский Союз) и дипломатами посольств Великобритании и Франции позже разрешили присутствовать на судебном процессе 17 июля, но не на судебном процессе 18 июля. 18 июля процитировали слова судьи Фарахани, который сказал, что «(он) вчера совершил ошибку. Задача состоит в том, чтобы показать миру, что Иран не поддастся давлению». Хамид Реза Ассефи, представитель Министерства иностранных дел Ирана, заявил: «Мы не разрешили наблюдателю с самого начала. Но вам следует спросить причину запрета в суде, возможно, была нехватка мест». Ассефи также заявил, что, поскольку Иран не признает двойное гражданство, а Каземи была гражданкой Ирана, которая въехала в страну по иранскому паспорту и никогда не просила лишить её гражданства, это явно внутреннее дело.
Судебные заседания завершились 18 июля, когда адвокаты семьи Каземи заявили, что времени не хватило для дачи доказательств, привлечения свидетелей к суду и установления личности убийцы. Они также отметили, что суд не обратил внимания на их доказательства. Они отказались подписывать протокол заседания. Министр иностранных дел Канады Билл Грэм назвал эти события «вопиющим отказом в соблюдении надлежащей правовой процедуры».
24 июля 2003 года судья Фарахани вынес решение, сняв с Агдама-Ахмади все обвинения. Он также отметил, что, поскольку убийца не найден, согласно исламским источникам, «деньги за кровь» правительство должно выплатить семье. Адвокаты семьи Каземи заявили, что подадут апелляцию по делу, требуя создания уголовного суда для пересмотра всего дела или устранения многочисленных неточностей в материалах дела. Они также упомянули, что, если семья попросит, они передадут дело в международные органы, упомянув Иран, подписавший в 1954 году Всеобщую декларацию прав человека. В конце июля судебная система Ирана добавила «случайное падение» и «голодовку» в список предполагаемых причин смерти Каземи. Они утверждали, что Каземи добровольно объявила голодовку, у неё упало давление, из-за чего у неё закружилась голова, она упала и ударилась головой. Другие отмечают, что эта история не объясняет её сломанные кости, травмы половых органов или рваные раны на коже.

## Хронология событий после убийства Захры Каземи
- 13 июля 2003 года — официальное информационное агентство Ирана IRNA сообщает, что Каземи «перенесла инсульт, когда её подвергали допросу, и скончалась в больнице». В тот же день под давлением Канады президент Ирана Мохаммад Хатами поручает собранию из пяти министров расследовать её смерть.
- 20 июля 2003 года — IRNA сообщает, что Захра Каземи умерла от перелома черепа, полученного в результате «физического нападения».
- 21 июля 2003 года — Иран назначает генерального прокурора Саида Мортазави главой независимой следственной группы по расследованию смерти Захры Каземи. Это назначение сразу же подверглось яростной критике со стороны прореформистских иранских депутатов, поскольку самого Мортазави обвиняли в неспособности предотвратить смерть Захры Каземи, и многие считали, что он стоит за недавней волной арестов писателей и журналистов. Учитывая это противоречие, расследование вряд ли успокоит Канаду, которая становилась всё более нетерпеливой из-за нежелания Ирана «чётко продемонстрировать, что чиновникам не разрешено действовать безнаказанно» (министр иностранных дел Билл Грэм, пресс-конференция).
- 23 июля 2003 года — тело Захры Каземи похоронено в её родном городе Шираз в Иране, предположительно по желанию её матери (Эззат Каземи) и родственников в Иране, но вопреки желанию её сына (Стефан Каземи, который проживает в Монреале) и канадских официальных лиц. Канада отзывает своего посла в Иране и обсуждает возможность введения санкций против Ирана. (Мать Захры Каземи позже рассказала, что на неё оказывали давление, чтобы она согласилась на иранское захоронение.)[6][7][8][9]
- 25 июля 2003 года — Министр иностранных дел Ирана почти слово в слово повторяет слова канадских официальных лиц, обращаясь к Оттаве, относительно смерти 18-летнего иранского гражданина (Кейвана Табеша) в Порт-Муди, Британская Колумбия, Канада от рук сотрудников полиции в штатском. Стрельба произошла примерно в то же время, что и смерть Захры Каземи. Он требует, чтобы канадские чиновники «чётко продемонстрировали, что чиновникам в Канаде не разрешено действовать безнаказанно… [и] Исламская республика будет добиваться по дипломатическим каналам четких и убедительных объяснений этого преступления». Позднее полицейское расследование Порт-Муди установило, что применение силы в инциденте соответствовало полицейским правилам.
- 26 июля 2003 года — Иран объявляет об аресте пяти сотрудников своих служб безопасности в связи с расследованием, не сообщая никаких дополнительных подробностей.
- 30 июля 2003 года — вице-президент Ирана Мохаммад Али Абтахи заявляет, что Захра Каземи, вероятно, была убита правительственными агентами.
- 25 августа 2003 года — Двум агентам иранской разведки, допрашивавшим Каземи, предъявлены обвинения в соучастии в её смерти. Прокуратура Тегерана опубликовала заявление, в котором, в частности, говорится: «Обвинения, выдвинутые против следователей, которые, как утверждается, являются сотрудниками Министерства разведки, объявлены как соучастие в полуумышленном убийстве»[10].
- 26 июля 2004 года — мать Захры Каземи сообщила суду, что её дочь подвергалась пыткам, и заявила, что её заставили похоронить дочь на месте её рождения на юге Ирана под принуждением, чтобы лишить Канаду возможности провести собственное вскрытие[11].
- 31 марта 2005 года — доктор Шахрам Азам, иранский врач, осматривавший Каземи незадолго до её смерти, сказал, что он был шокирован масштабами её травм и осознанием того, что её пытали. Он сообщил о травмах, связанных с пытками, таких как раны от порки на спине и отсутствие ногтей. Медсестра рассказала ему о «жестоких» травмах половых органов. Азам сам не проводил ей вагинальное обследование, поскольку в Иране считается неуместным, чтобы врач-мужчина осматривал женщину таким образом. Азам бежал из страны в поисках политического убежища в Канаде, чтобы рассказать свою историю[12][13].

## Последствия
В июне 2005 года выставка сделанных Захрой Каземи фотографий во время её путешествия по Ближнему Востоку, в муниципальной библиотеке Кот-Сен-Люк в Монреале была закрыта после обвинений со стороны еврейских покровителей в предполагаемой «пропалестинской предвзятости» за включение пяти её фотографий со сценами внутри лагерей палестинских беженцев. Представители галереи удалили пять фотографий, но сын потребовал, чтобы показали или всё или ничего и библиотека закрыла всю выставку.
Жизнь Захры Каземи послужила одним из источников вдохновения для создания популярного веб-комикса «Рай Захры».